# 27 км (зупинний пункт, Придніпровська залізниця, Софіївський район)
27 кілометр — вантажно-пасажирська залізнична платформа Криворізької дирекції Придніпровської залізниці.
Розташована у с. Мотина Балка, Софіївський район, Дніпропетровської області на лінії Савро — Саксагань між станціями Саксагань (21 км) та Савро (9 км).
На платформі зупиняються електропоїзди сполученням Кривий Ріг — П'ятихатки.